# Sufetula minimalis
Sufetula minimalis là một loài bướm đêm trong họ Crambidae.